# Pseudocellus monjarazi
Espèce
Pseudocellus monjarazi est une espèce de ricinules de la famille des Ricinoididae.

## Distribution
Cette espèce est endémique du Chiapas au Mexique. Elle se rencontre dans les grottes Cueva de San Francisco et Grutas de Zapaluta.

## Description
Le mâle holotype mesure 4,90 mm et la femelle paratype 5,00 mm.

## Étymologie
Cette espèce est nommée en l'honneur de Rodrigo Monjaraz-Ruedas.

## Publication originale
- Valdez-Mondragón & Francke, 2013 : Two new species of ricinuleids of the genus Pseudocellus (Arachnida: Ricinulei: Ricinoididae) from southern Mexico. Zootaxa, no 3635 (5), p. 545–556.